# 286
| 286                |
| ------------------ |
| Dødsfald - Fødsler |
|                    |

| Gregoriansk kalender | 286 CCLXXXVI            |
| Ab urbe condita      | 1039                    |
| Armensk kalender     | I/T                     |
| Kinesiske kalender   | 2982 – 2983 乙巳 – 丙午 |
| Etiopisk kalender    | 278 – 279               |
| Jødisk kalender      | 4046 – 4047             |
| Hindukalendere       |                         |
| - Vikram Samvat      | 341 – 342               |
| - Shaka Samvat       | 208 – 209               |
| - Kali Yuga          | 3387 – 3388             |
| Iransk kalender      | 336 BP – 335 BP         |
| Islamisk kalender    | 347 BH – 345 BH         |

Se også 286 (tal)